# عبد العزيز عبد الله الرويس
عبد العزيز عبد الله الرويس (1929-2013)، شاعر وتربوي سعودي، من الشعراء المجددين، ومن رواة الشعر والتاريخ، كان الأمين العام للمجلس الأعلى لرعاية العلوم والفنون والآداب، وهو أحد مؤلفي المقررات الدينية للمراحل الابتدائية والمتوسطة والثانوية، ومعاهد المعلمين والتعليم الخاص والمدارس الصناعية، إذ عمل مفتشًا للمواد الإسلامية في وزارة المعارف (وزارة التعليم حاليًا)، ثم وكيلًا لإدارة التربية الإسلامية فيها، ولأكثر من عشرين عامًا كان أحد المشاركين في وضع الاختبارات السنوية لمراحل التعليم قبل الجامعي، ومن المقوّمين لبحوث مكتب التربية العربي لدول الخليج، وله ديوان طُبع في الرياض ونُشر عام 2001، بعنوان (حصيد الزمن).

## حياته
ولد في اليمامة التابعة لإقليم الخرج عام 1929، وأخذ أساسيات العلم من بعض المشايخ، أحدهم محمد بن إبراهيم آل الشيخ، الذي كان مفتيًا للسعودية في ذلك الوقت، تخرج في كلية اللغة العربية في الرياض عام 1958، وترشح للقضاء في محكمة الرياض لكنه اعتذر، وتتدرج بالمناصب في وزارة التعليم، حتى عُيّن مساعدًا للمدير العام لإدارة التربية الإسلامية في الوزارة عام 1975، وتقاعد وهو أمينًا عامًا للمجلس الأعلى، وسبق له الانتداب للتدريس في الجزائر عام 1965، ومثّل المملكة العربية السعودية في عدد من المؤتمرات والندوات العربية والعالمية.

## مؤلفاته
- حصيد الزمن، ديوان شعري (2001).[2]

## وفاته
توفي عبد العزيز الرويس في الرياض يوم 14 مارس 2013.